# Wilhelm Grabow

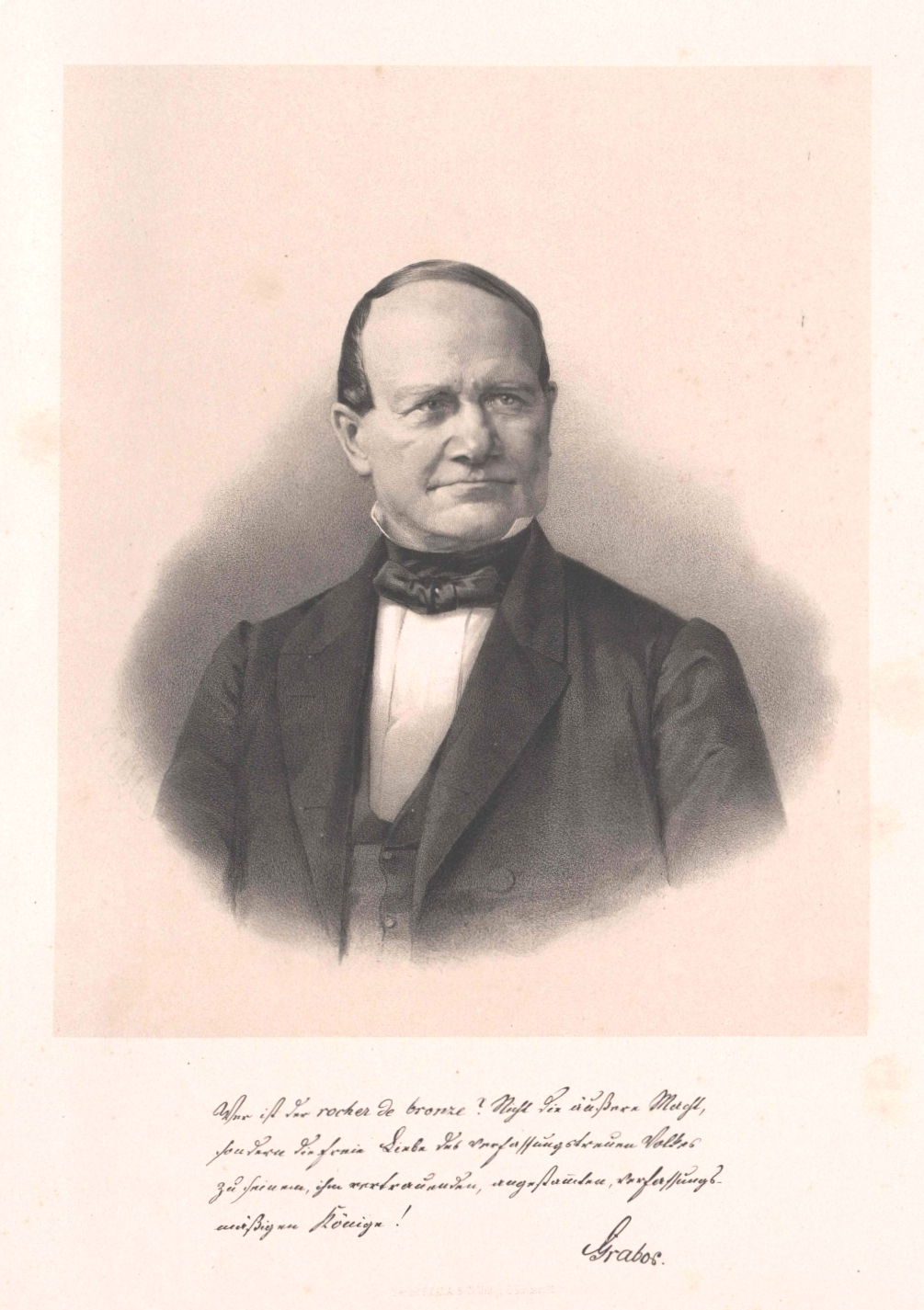
Wilhelm Grabow

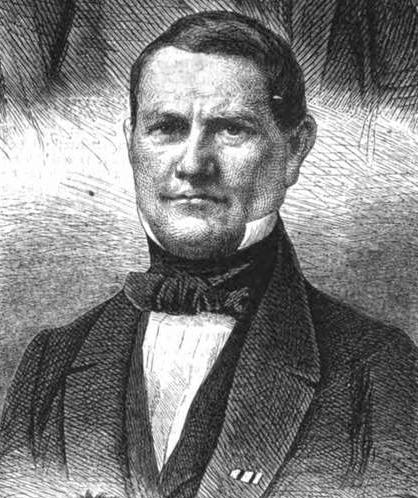
Wilhelm Grabow (Hermann Scherenberg, 1862)

Wilhelm Grabow (* 15. April 1802 in Prenzlau; † 15. April 1874 ebenda) war ein deutscher Richter im Königreich Preußen. Er verfasste das Wahlgesetz zur Preußischen Nationalversammlung und war Präsident des Preußischen Abgeordnetenhauses.

## Leben
Grabow besuchte das Prenzlauer Gymnasium und studierte 1821–23 in Berlin Jurisprudenz. Während seines Studiums wurde er 1821 Mitglied der Alten Burschenschaft Arminia Berlin. Er war zunächst Referendar am Kammergericht in Berlin, bald aber Untersuchungsrichter der Kommissionen in Spandau und Perleberg und Assessor am Berliner Stadtgericht. Zum Justiz- und Stadtgerichtsrat erhoben, wurde er 1836 Hofgerichtsrat und Universitätsrichter in Greifswald.
Grabow war ab 1838 bis zu seinem Tod Bürgermeister von Prenzlau. Ab 1841 gehörte er dem Kreistag, dem Brandenburgischen Provinziallandtag (diesem bis 1848) sowie dem Ersten Vereinigten Landtag des Jahres 1847 an, dessen exponiertes Mitglied der freisinnigen Partei er war. 1848 war er Mitglied im Zweiten Vereinigten Landtag und fertigte dort als Hauptverfasser das Wahlgesetz zur Preußischen Nationalversammlung, deren Präsident er vom 27. Juni bis 26. Oktober war. Das Präsidium und sein Mandat legte er freiwillig nieder. Im Parlament gehörte er der konstitutionellen Rechten an und spielte dort eine bedeutende Rolle. Grabow war der einzige Abgeordnete der am Kongress konstitutioneller Vereine am 22. Juli 1848 teilnahm.
Der Potsdamer Wahlkreis 8 wählte ihn 1849 ins Preußische Abgeordnetenhaus, dessen Präsident der ersten Legislaturperiode von Februar bis April er wurde. Grabow schloss sich dem rechten Zentrum an. Wegen seiner oppositionellen Haltung zur Oktroyierung der Verfassung vom 5. Dezember 1848 und besonders zur Frage des Dreiklassenwahlrechts, wurde seine Wahl zum Oberbürgermeister von Magdeburg 1850 nicht bestätigt. Erst nach längerem Zögern stimmte man seiner Wahl zum Bürgermeister Prenzlaus, allerdings befristet auf 12 Jahre und nicht auf Lebenszeit, zu.
Aus Protest gegen die Beseitigung des allgemeinen Wahlrechts, gegen das neue Wahlgesetz und die Wiederherstellung der Kreis- und Provinziallandtage zog sich Grabow einige Zeit vom politischen Leben zurück. Dem Abgeordnetenhaus gehörte er erst wieder mit Beginn der Neuen Ära 1858 an, wobei er 1860/61 Vizepräsident und von Januar 1862 bis Februar 1866, in der 6.–8. Legislaturperiode, erneut Präsident war. Als solcher führte er eine eigene, nach ihm benannte rechtsliberale Fraktion.
1866 verzichtete er auf die Wiederwahl zum Präsidenten, um eine Versöhnung mit der Regierung zu ermöglichen. In den Jahren zuvor hatte er wiederholt gegen die geringe Budgetgewalt der zweiten Kammer protestiert, was zu persönlicher beiderseitiger Erbitterung mit den Ministeriellen Otto von Bismarcks geführt hatte.

## Ehrung
Seine Vaterstadt Prenzlau ehrte Wilhelm Grabow mit einem Denkmal, das am 13. Juli 1875 im Stadtpark feierlich enthüllt wurde. Das Reliefmedaillon am Sockel des Obelisken schuf der Berliner Bildhauer Fritz Schaper. Weiterhin erinnern an Carl Friedrich Grabow die Grabow-Straßen in Prenzlau (seit 1894) und in Eberswalde sowie die Carl-Friedrich-Grabow-Oberschule in Prenzlau.